# 廖喜代
廖喜代（1944年—），是一名游泳運動員，主攻中短距離自由式項目，臺北市人。姊姊林惠美也是游泳運動員。她出身於公館，在東門游泳池（現中正運動中心）接受游泳訓練。1956年，她參加臺灣省運動會一鳴驚人獲得100公尺自由式、400公尺自由式冠軍，從此嶄露頭角。1958年，代表國家參加了於東京舉辦的1958年亞洲運動會游泳比賽，與馮凝姿、王雙玉、區婉玲以5分31秒5獲得女子4×100公尺自由式接力項目銅牌。在1956年至1964年期間，長期稱霸女子自由式中短距離項目，退役後曾至民聲日報擔任會計。